# C4H6O4S
化学式C4H6O4S（摩尔质量150.15 g/mol）可能指：
- 硫代苹果酸，CAS号：70-49-5
- 2,2'-硫代二乙酸，CAS号：123-93-3

|  | 这个同类索引页列出了具有相同分子式的化学物（即同分異構體）条目。 除非您是有意链接至本页，否则应将相应条目的内部链接指向正确的条目。 |